# Октавиан Секундус Фугер
Октавиан Секундус Фугер (на немски: Octavian Secundus Fugger Herr in Kirchberg: * 17 януари 1549; † 31 август 1600, Аугсбург?) от фамилията Фугер от линията „Лилията“ (фон дер Лилие) от Аугсбург, е германски търговец, фрайхер и господар на Кирхберг.

## Биография
Той е син (петото от 14 деца) на фрайхер и граф Георг Фугер фон Кирхберг и Вайсенхорн (1518 – 1569) и съпругата му графиня Урсула фон Лихтенщайн († 1573), дъщеря на граф Вилхелм фон Лихтенщайн-Карнайд, губернатор на Южен Тирол, и Магдалена Щьотин. През 1560 г. майка му Урсула става католичка.
Октавиан получава уроци заедно с брат му Филип Едуард от Петрус Канизиус (1521 – 1597), след това братята учат в „Collegium Germanicum“ в Рим. През 1579 г. те подаряват от наследството на Кристоф Фугер „Йезуитен-колег Св. Салватор“ в Аугсбург.
През 1580 г. Октавиан Секундус и брат му Филип Едуард Фугер (1546 – 1618) основават търговската банка „Георг Фугерше' Ербен“ („Георг Фугер' наследници“). През 1585 г. те влизат в търговска компания, която годишно на пет кораба занася черен пипер от Източна Индия в Лисабон и трябва да се продаде на испанския крал Филип II. Заради войната между Испания-Португалия и Англия през 1591/92 г. корабите им не пристигат обратно в Лисабон, така че договорът с Филип II скоро се прекратява с големи загуби.
Октавиан извиква ок. 1585 г. компониста Ханс Лео Хаслер († 1612) като камер-органист и ръководител ма Фугерската домашна и църковна музика в Аугсбург. През 1594 – 1600 г. той е главен кмет на Аугсбург.
Октавиан Секундус Фугер фон Кирхберг умира на 31 август 1600 г. в Аугсбург на 51 години и е погребан в бенедиктус-капелата в църквата „Св. Улрих“ в Аугсбург.

## Фамилия
Октавиан Секундус Фугер фон Кирхберг се жени на 23 ноември 1579 г. в Аугсбург за братовчедката си Мария Якобея Фугер фон Кирхберг-Вайсенхорн (* 30 април 1562; † 7 юли 1588, погребана в Св. Улрих, Аугсбург), дъщеря на фрайхер Ханс Фугер фон Кирхберг-Вайсенхорн († 1598) и Елизабет Нотхафт († 1582). Те имат пет деца, трима сина и две дъщери:
- Кристоф Фугер граф фон Кирхберг-Вайсенхорн (* 15 март 1582; † 1636, Минделхайм), граф на Кирхберг-Вайсенхорн, женен на 9 ноември 1608 г. за Анна Катарина Фугер (* декември 1584, Инсбрук; † 1635, Минделхайм)
- Мария Фугер (* 23 март 1583; † октомври 1646, Кюбах), монахиня
- Елизабета Фугер (* 24 април 1584; † 1636), омъжена I. на 18 октомври 1602 г. за първия си братовчед граф Антон Фугер фон Кирхберг, господар на Оберндорф, Нидералфинген, Дутенщайн и Вайсенхорн (* 1 април 1563; † 24 юли 1616), II. на 20 април 1625 г. за Николаус Фугер фон Оберндорф/Нордендорф (* 24 февруари 1596; † 12 май 1676)
- Франц Фугер (* 21 август 1585; † 9 септември 1608, Бобинген, погребан в Св. Улрих, Аугсбург), неженен
- Антон Фердинанд Фугер фон Кирхберг-Вайсенхорн (* 16 май 1587; † 15 февруари 1644, Вайсенхорн), граф, женен за Елизабет

## Фамилни снимки
- Баща му Георг Фугер
- Майка му Урсула фон Лихтенщайн
- Брат му Филип Едуард
- Съпругата му Мария Якобея
- Аугсбургски Ратсмедал, 1600 (Октавианус Секундус Фугер, горе вляво)